# Alice's Restaurant
Alice's Restaurant è il primo album del cantautore statunitense Arlo Guthrie, figlio di Woody Guthrie, pubblicato a ottobre 1967.

## Descrizione
Le note di copertina sul retro dell'album sono scritte dal suo manager Harold Leventhal (che in quel periodo seguiva anche Judy Collins).
L'album raggiunse il numero 17 delle classifiche di Billboard.

## Tracce
LATO A
Testi e musiche di Arlo Guthrie; edizioni musicali Appleseed Music, Inc..
1. Alice's Restaurant Massacree – 18:20

LATO B
Testi e musiche di Arlo Guthrie; edizioni musicali Appleseed Music, Inc..
1. Chilling of the Evening – 3:01
2. Ring-Around-a-Rosy Rag – 2:10
3. Now and Then – 2:15
4. I'm Going Home – 3:11
5. The Motorcycle Song – 2:58
6. Highway in the Wind – 2:40